# Orthogonioptilum dollmani
Orthogonioptilum dollmani är en fjärilsart som beskrevs av Jordan 1922. Orthogonioptilum dollmani ingår i släktet Orthogonioptilum och familjen påfågelsspinnare. Inga underarter finns listade i Catalogue of Life.